# وارینگ تگزاس
وارینگ تگزاس (به انگلیسی: Waring) یک منطقهٔ مسکونی در ایالات متحده آمریکا است که در شهرستان کندال، تگزاس واقع شده‌است. وارینگ تگزاس ۴۰۹٫۹۶ متر بالاتر از سطح دریا واقع شده‌است.